# Molonglo River
Der Molonglo River ist ein Fluss im Osten Australiens.
Er entspringt im Bundesstaat New South Wales nördlich von Captain’s Flat auf der Great Dividing Range, fließt zunächst nach Norden, später in Richtung Nordwesten. Bei der Stadt Queanbeyan nimmt er den Queanbeyan River, seinen Hauptzufluss, auf und fließt anschließend durch die australische Hauptstadt Canberra. Dort wurde der Fluss zum Lake Burley Griffin gestaut. Nordwestlich von Canberra mündet er in den Murrumbidgee River, einen Nebenfluss des nach Westen fließenden und im Südosten des Bundesstaates  South Australia das Meer erreichenden (südlicher Indischer Ozean) Murray Rivers.

## Geschichte
Benannt wurde der Fluss nach dem Aborigine-Stamm der Moolinggolah. Während der frühen europäischen Besiedlungsphase waren der Molonglo River und der Queanbeyan River zusammen aufgrund des Fischreichtums als „Fish River“ bekannt. Doch 1939 und 1942 wurde das Wasser zweimal durch Erzrückstände der Minen in Captain’s Flat verunreinigt, so dass der gesamte Bestand an Fischen und Wasserpflanzen vernichtet wurde. Als 1963 der Lake Burley Griffin gestaut wurde, gab es im gesamten Fluss keinen einzigen Fisch. Erst 1976 wurde damit begonnen, einzelne Fischarten auszusetzen.